# Pere Jover i Presa
Pere Jover i Presa (València, 11 de juliol de 1941) és un advocat i polític català.

## Trajectòria
Llicenciat en dret, ha estat professor de dret constitucional a la Universitat de Barcelona. Va ingressar a Convergència Socialista de Catalunya el 1976. Ha estat membre de la Comissió Executiva del PSC-PSOE i del Comitè Federal del PSOE de 1978 1 1982. Fou elegit diputat per la província de Barcelona a les eleccions generals espanyoles de 1979, 1982, 1986, 1989, 1993 i 1996. El 2006 va substituir Joaquim Tornos i Mas en el càrrec de president del Consell Consultiu de la Generalitat de Catalunya. El desembre de 2009 fou substituït per Eliseo Aja Fernández, president del nou Consell de Garanties Estatutàries, organisme del qual és membre i vicepresident.
Actualment és el professor titular de Dret Constitucional a la Facultat de Dret d'ESADE (Universitat Ramon Llull).

## Obres
- La Generalitat republicana davant el Tribunal de Garanties Constitucionals: el cas de la Llei de contractes de conreu article a L'Avenç ISSN 0210-0150, Nº 334, 2008, págs. 32-36
- La participació de la Generalitat en els òrgans centrals de l'Estat amb Joaquim Borrell i Mestre, Jaume Camps Rovira, José Manuel Sieira Míguez, dins Autonomia i justícia a Catalunya, 2008, ISBN 9788439378754, págs. 167-180